# Cylob
Cylob, pseudonimo di Chris Jeffs (1976), è un musicista britannico pioniere del computer-generated.
Ha contribuito al progredire e alla sperimentare della musica elettronica, pubblicando per la Rephlex Records. Dal 1998, Cylob lavora a un proprio software per creare musica, in specifico la Cylob Music System.
Il suo sound è ispirato dal synth-pop dei primi anni 1980, e dall'hip-hop vecchia scuola ed electro dance, mixando le influenze dei diversi generi Chris evolve di continuo, definendo un proprio stile musicale, riconosciuto da loop progressivi, batterie distorte intermezzi Acidi e musica ambient.
Chris diede un demo tape ad Aphex Twin a un concerto all'inizio del 1993, in seguito firma presso l'etichetta discografica Rephlex Records.
Dal suo debutto, pubblica 13 singoli e 5 album su Rephlex. La musica di Cylob è prevalentemente strumentale, i suoi brani più noti sono stati i successi underground nell'inghilterra della metà degli anni 1990, brani come Rewind e Cut The Midrange, Drop The Bass. Il video di Rewind, diretto da Mark Adcock, messo in onda per la prima volta nel 1999, definì un punto di svolta nella storia della Braindance.

## Album
- 1996 - Kinesthesia: Empathy Box (Rephlex Records)
- 1996 - Cylob: Loops and Breaks (Rephlex Records)
- 1996 - Cylob: Cylobian Sunset (Rephlex Records)
- 1998 - Cylob: Previously Unavailable on Compact Disc (Rephlex Records)
- 2001 - Cylob: Mood Bells (Rephlex Records)
- 2007 - Cylob: Trojan Fader Style (Cylob Industries)
- 2007 - Cylob: Bounds Green (Cylob Industries)
- 2007 - Cylob: Formant Potaton (Cylob Industries)
- 2009 - Ambient News: Ambient News (Cylob Industries)